# Euprosopia calyptrata
Euprosopia calyptrata är en tvåvingeart som beskrevs av Günther Enderlein 1912. Euprosopia calyptrata ingår i släktet Euprosopia och familjen bredmunsflugor. Inga underarter finns listade i Catalogue of Life.